# Њу Балтимор (Вирџинија)
Њу Балтимор (енгл. New Baltimore) насељено је место без административног статуса у америчкој савезној држави Вирџинија.

## Демографија
По попису из 2010. године број становника је 8.119.
| Група             | 2000.    | 2010.         |
| Белци             | 0 (0,0%) | 7.070 (87,1%) |
| Афроамериканци    | 0 (0,0%) | 349 (4,3%)    |
| Азијати           | 0 (0,0%) | 158 (1,9%)    |
| Хиспаноамериканци | 0 (0,0%) | 402 (5,0%)    |
| Укупно            | 0        | 8.119         |